# المستعمرات الألمانية

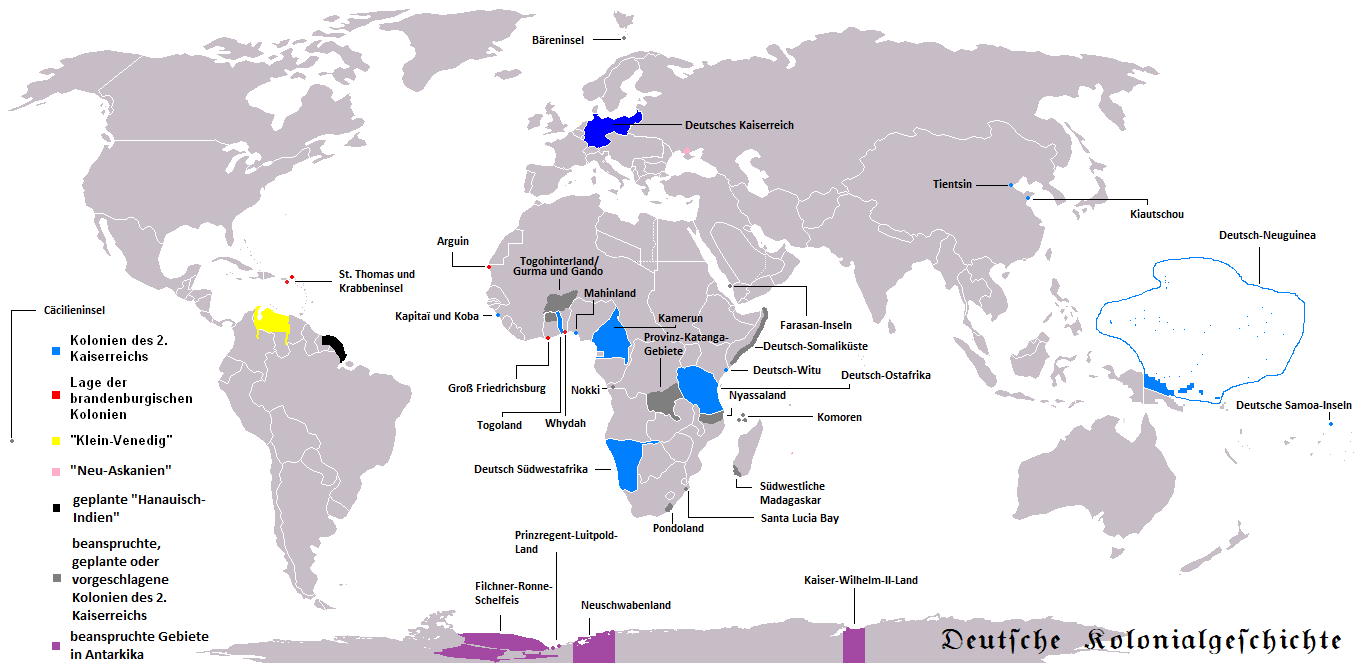
المستعمرات الألمانية عبر التاريخ:
الإمبراطورية الألمانية
مستعمرات الإمبراطورية الألمانية
مستعمرات براندنبورغ بروسيا
فينسيا الصغيرة

هذه قائمة بالمستعمرات والمحميات الألمانية السابقة (بالألمانية: Schutzgebiete) التي أنشأتها الإمبراطورية الألمانية وبراندنبورغ بروسيا وملكية هابسبورغ. قد تكون هذه القائمة غير مكتملة، يمكنك المساعدة بتوسيعها.

## مستعمرات براندنبورغ بروسيا
وكانت هذه المستعمرات استقرت دون نجاح تحت حكم براندنبورغ بروسيا (جزء من نطاق الإمبراطورية الرومانية المقدسة)، مملكة بروسيا منذ 1701 قبل تأسيس الإمبراطورية الألمانية في عام 1871.

### أفريقيا
- براندبورغ ساحل الذهب Groß Friedrichsburg (في غانا), 1683–1717
- أرغين (في موريتانيا), 1685–1721
- وُحِيدا (توجد حاليًا في بنين)،حوالي عام 1700 (وكانت هذه 'المستعمرة' البراندنبورغية مجرد نقطة دعم ثانوية، بها عدد قليل من المنازل في موقع يتشاركه يقطنها البريطانيون والهولنديون).

### أمريكا الشمالية
تمت السيطرة على هذه الأراضي لفترة وجيزة بموجب الاحتلال أو الإيجار من طرف شركة براندبورغ الأفريقية خلال الاستعمار الأوروبي في وقت مبكر من اكتشاف العالم الجديد.
- جزيرة سانت توماس (جزر العذراء الأمريكية) حاليا ،الواقعة في الهند الغربية الدنماركية ، استأجرتها براندنبورغ على شركة الهند الغربية الدنماركية ، 1685-1720.
- جزيرة السرطانات ("Krabbeninsel" باللغة الألمانية) (منطقة البحر الكاريبي، والآن الأمريكية)، ضمتها براندنبورغ من شركة الهند الغربية الدنماكية ، 1689-1693.
- تورتولا (منطقة البحر الكاريبي)، 1696. احتلال.

## مستعمرات ملكية هابسبورغ
هذه مستعمرات ملكية هابسبورغ (جزء من نطاق الإمبراطورية الرومانية المقدسة)، منذ عام 1804 الإمبراطورية النمساوية، منذ عام 1867 الإمبراطورية النمساوية المجرية.
- بانكيبازار وكابيلون (1719/23-1744/50)[1]
- جزر نيكوبار (1778-1783)[2]
- الامتيازات في تيانجين (1901-1917).

## مستعمرات الإمبراطورية الألمانية
هذه هي مستعمرات استقرت أو أداراتها الإمبراطورية الألمانية 1884-1919. شكلت هذه الأراضي الإمبراطورية الاستعمارية الألمانية.

### أفريقيا
وفيما يلي المحميات الأفريقية الألمانية.

المستعمرات الألمانية بأفريقيا, 1884-1920

- الجزء الألماني من شرق أفريقيا (Deutsch-Ostafrika):
  - تنجانيقا. في عام 1922 أصبحت تحت انتداب من عصبة الأمم للمملكة المتحدة. في عام 1961 نالت استقلالها وفي عام 1964 انضمت إلى المحمية البريطانية السابقة سلطنة زنجبار لتشكيل ما تُسَمَّى حاليًا تنزانيا
  - رواندا-أوروندي (1885-1917) - ما تُسَمَّى حاليًا رواندا وبوروندي.
  - ويتولاند (1885-1890) - منذ عام 1890 في كينيا.
  - مثلث كيونجا - منذ عام 1920 (تم احتلالها في وقت سابق) في موزمبيق البرتغالية.
- الجزء الألماني من جنوب غرب أفريقيا (Deutsch-Südwestafrika) - حاليًا ناميبيا (باستثناء ذلك الحين خليج والفيس البريطاني) وجزء من بوتسوانا (Südrand قصر كابريفي-Zipfels).
- الجزء الألماني من غرب أفريقيا (Deutsch-Westafrika) - ظلت كوحدة واحدة لسنتين أو ثلاث ثم انفصلت إلى مستعمرتين لبُعد المسافات:
  - الكاميرون الألمانية (1884-1914) - بعد الحرب العالمية الأولى، انقسمت إلى إلى جزء بريطاني، Cameroons، وجزء فرنسي Cameroun، الذي أصبح حاليًا الكاميرون. تم تقسيم الجزء بريطاني في وقت لاحق بالنصف، جزء انضم إلى نيجيريا والآخر Cameroon.

(Kamerun, Nigeria-Ostteil، Tschad-Südwestteil، Zentralafrikanische Republik-Westteil، Republik Kongo-Nordostteil، Gabun-Nordteil).
- - توغولاند (1884-1914) - بعد الحرب العالمية الأولى انفسمت إلى قسمين: جزء بريطاني (Ghana-Westteil)، التي انضمت إلى غانا، و جزء فرنسي، التي أصبحت توغو.

### المحيط الهادئ
هذه هي المستعمرات الألمانية بالمحيط الهادئ.

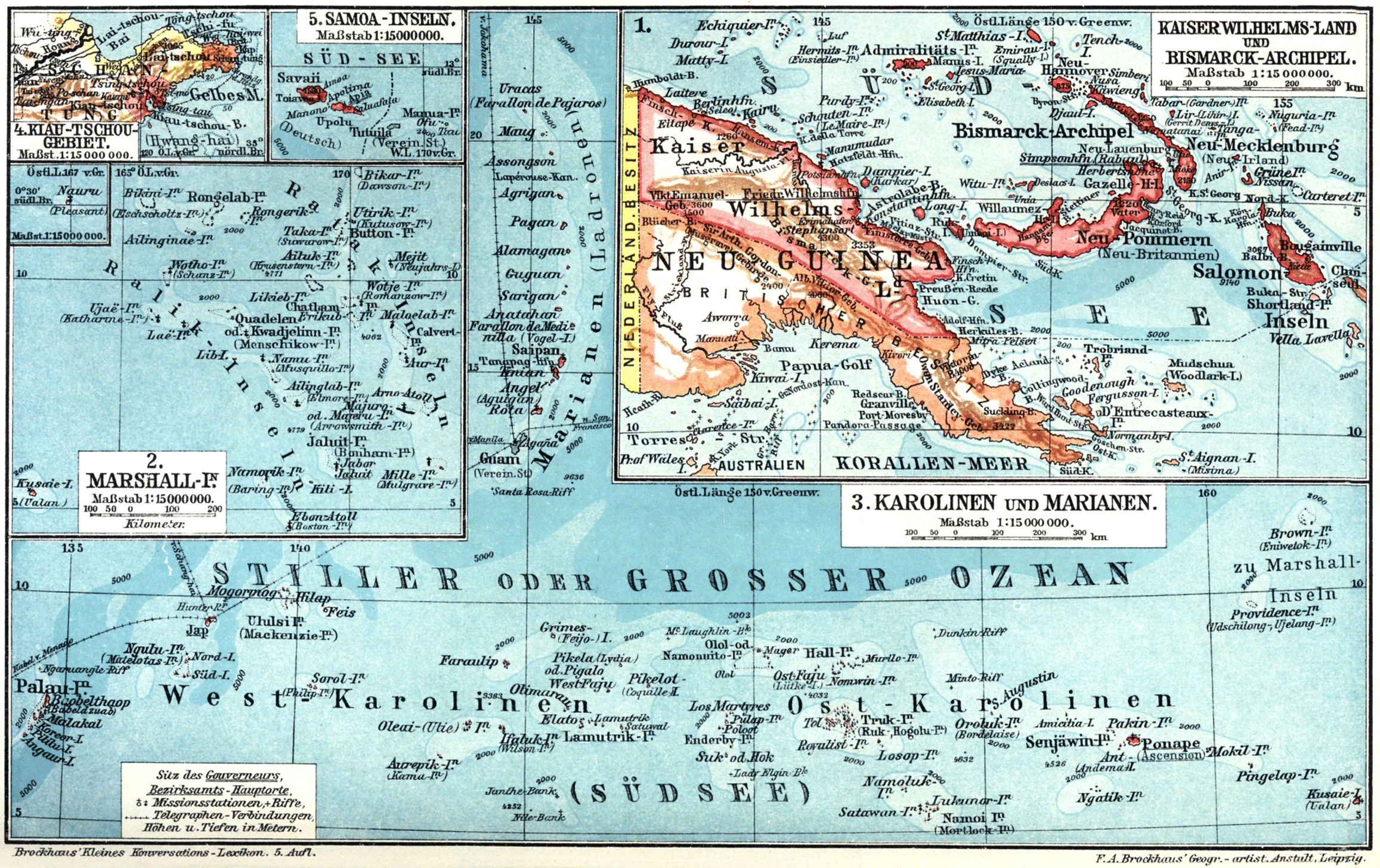
المستعمرات الألمانية في جنوب المحيط الهادئ: Kaiserwilhelmsland وأرخبيل بسمارك (جزر سليمان، جزر مارشال، جزر كارولين)

- غينيا الجديدة الألمانية (Deutsch-Neuguinea) (1884-1914) و مايكرونيزيا (انضمت في وقت لاحق إلى غينيا الجديدة الألمانية)
  - جزيرة القيصر فيلهلم
  - أرخبيل بيسمارك (Bismarck-Archipel)
  - جزر سليمان الألمانية أو جزر سليمان الشمالية (Salomonen أو Nördliche Salomon-Inseln) (1885–1899)
  - جزيرة بوغانفيل (Bougainville-Insel) (1888–1919)
  - ناورو (1888–1919)
  - جزر مارشال (Marschall-Inseln) (1885–1919)
  - جزر الماريانا (Marianen) (1899-1919) - في الوقت الحاضر جزر ماريانا الشمالية.
  - جزر كارولين (Karolinen) (1899-1919) - في الوقت الحاضر ولايات ميكرونيسيا المتحدة وبالاو.
- ساموا الألمانية (Deutsch-Samoa) (1899-1914) - في الوقت الحاضر ساموا.

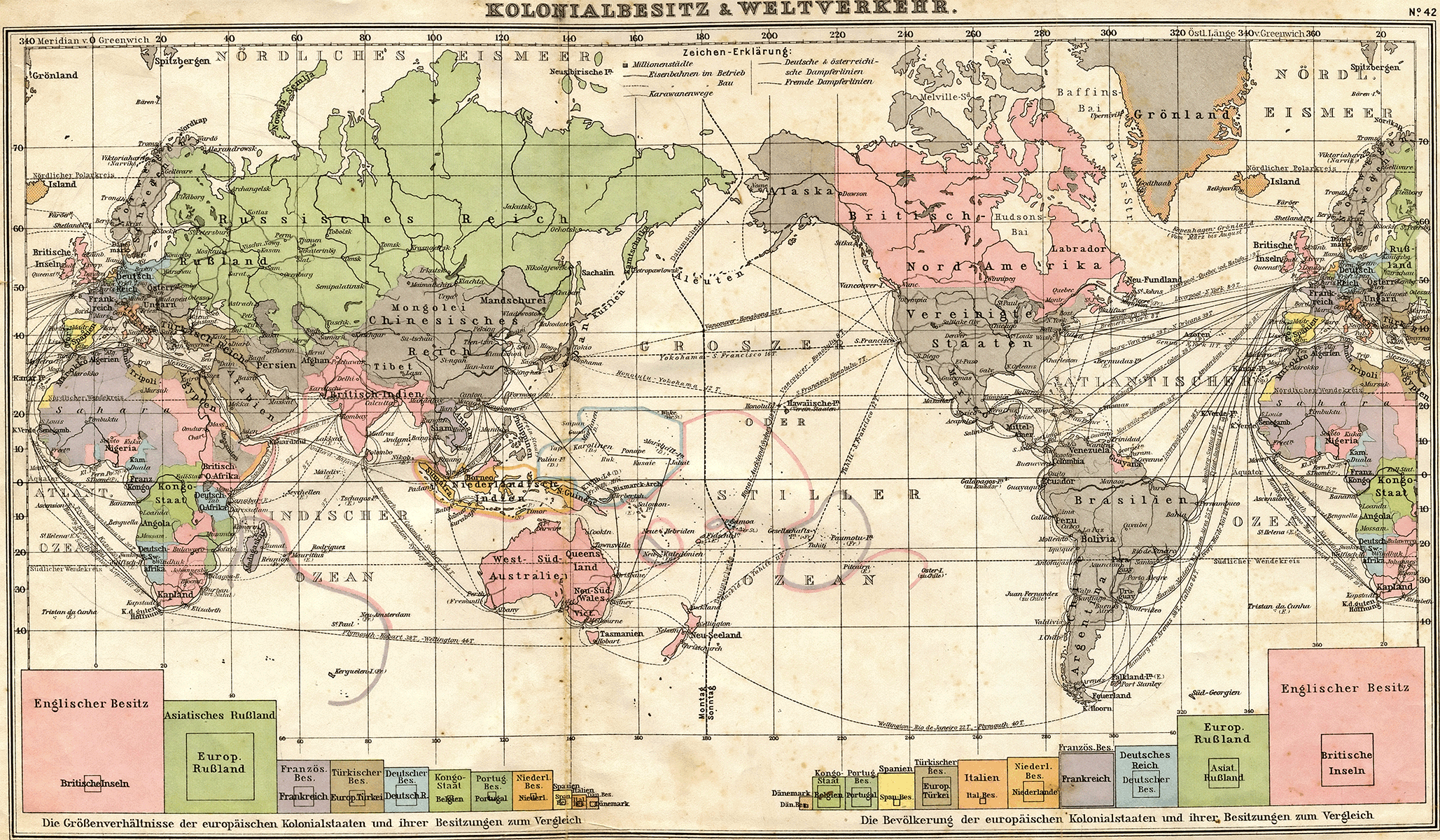
مستعمرات ومحميات الإمبراطورية الألمانية، 1883-1920، والتي أكدتها المعاهدة، الاتفاق الدولي، أو الشراء

### الصين
هذه هي التنازلات الألمانية في الصين المؤجرة إليها من مملكة تشينغ.
- امتياز خليج جياوتزوو (Deutsch-Kiautschou) (1898-1914)
- تشيفوو (190?-1918)